# تشکیل و طرز کار محاکم ایالتی در زمان ناصرالدین شاه قاجار
پس از آنکه اصلاحات قضایی امیرکبیر، بی‌نتیجه ماند و بی‌عدالتی و بی‌نظمی همچنان در مملکت مشهود بود، ناصرالدین شاه در سال ۱۲۷۹ ه‍. ق/ ۱۸۶۱ م فرامینی مبنی بر تشکیل مجدد و بازسازی دیوان‌خانه عدالت صادر کرد.
این فرامین طی دستخطی به اطلاع اعتمادالسلطنه، وزیر عدلیه (دادگستری) آن زمان رسید که بعدها با عنوان کتابچه دستورالعمل دیوانخانه عدلیه اعظم شناخته می‌شد.
در این کتابچه، علاوه بر تصریح شرایط و اختیارات دیوان مرکزی، به ضرورت تشکیل دیوان‌های مشابهی در ایالات برای برقراری عدل و قانون در سراسر کشور اشاره شده است.
اگرچه نوسازی عدلیه و قانون‌گذاری نخستین بار به‌دست میرزاحسین‌خان مشیرالدوله کلید خورد، که آن زمان از مفاسد دادگستری در ایران به ویژه در ایالات مطلع بود،
وی طی بخش‌نامه‌ای که برای کلیه ایالات (استان‌ها) و ولایات (شهرستان‌ها) فرستاد، مقرر کرد که هرگونه قصاص و مجازات متهم قبل از ثبوت و وضوح قطعیه ممنوع گردد.
با صدور فرامین بعدی در خصوص طرز کار محاکم ایالتی توسط شخص ناصرالدین شاه، مخالفت حاکمان محلی از ترس بروز بی‌نظمی و نافرمانی آغاز شد.
در کتابچه دستورالعمل دیوانخانه عدلیه اعظم چنین می‌خوانیم: «لازم بود در هر ولایت دیوان‌خانه عدلیه با اجزا و اسباب از جانب عدلیه اعظم تشکیل شود و دعاوی بالتّمام در آن‌جا آغاز شود و در روزنامه به دیوان فرستاده شود امّا حکام معتقدند مایه اختلاف می‌شوند…»
لذا در فرمان بعدی تأکید شد که دیوان مرکزی باید به نمایندگی از خود، مأموران قابل اعتمادی به شهرهای ایالتی بفرستد.
مهم‌ترین وظیفه آن‌ها در آنجا مراقبت از دستگاه قضایی محلی و نظارت بر اجرای صحیح و نحوه رسیدگی حاکمان به دعاوی بوده است.
آن‌ها همچنین دستور داشتند دربارهٔ نحوه اداره حاکمان گزارش تهیه کرده و محرمانه به دیوان مرکزی خبر بدهند که به عرض شاه برساند.
در طی همین تغییر و توسعه وزارت عدلیه، ناصرالدین شاه در حکم صادره به وزیر عدلیه در سال ۱۲۹۰ ه‍.ق/۱۸۷۳ م توصیه کرد تا در هریک از ولایات ممالک محروسه عدالتخانه‌ای دایر و رئیس آن از طرف وزارت عدلیه دارالخلافه تعیین گردد.

### تشکیل محاکم در ایالات و ولایات
مؤلف فارسنامه ناصری، سال تشکیل اداره عدلیه را در ولایت مهم فارس ۱۲۹۸ ه‍.ق/۱۸۸۰ م گزارش کرده است. او از فردی به نام میرزا ابوطالب به عنوان صدر دیوانخانه عدلیه نام می‌برد. اما مؤلف کتاب آثار عجم مدعی است که اداره عدلیه در شیراز به سال ۱۳۲۶ ه‍.ق/ ۱۹۰۸ م تشکیل شده است. او می‌افزاید: جعفر قلیخان سهام‌الدوله مرا به ریاست عدلیه انتخاب کرد و پس از مدتی مسئولیت مذکور به شخصی به نام شیخ محمد حسین سیرجانی ملقب به شیخ الملک واگذار شد.
از دیگر ولایاتی که از تشکیل و فعالیت دیوانخانه عدلیه در آن صحبت به میان آمده ولایت آذربایجان با مرکزیت تبریز است. مؤلف روضه‌الصفا می‌نویسد: «... و نواب حشمه‌الدوله مقرر فرمود که میرزا صادق رشتی در دیوانخانه عدالت تبریز دیوان‌بیگی کند و کدخدایان در آن جا نشسته عرایض مردم را به صوابدید عالی‌جاه قنبرعلی‌خان فهرست کرده به خدمت مقرب الخاقان وزیر نظام برند و بعد ملاحظه ایشان به حضور والا آورند تا بر وفق عدل و انصاف احکام شرعیه و عرفیه جاری شود…»
برخی اسناد دیگر تاریخ فرمان تشکیل دیوانخانه عدلیه را سال ۱۲۷۵ ه‍.ق/۱۸۵۸ م اعلام می‌دارند، فرمانی که طی آن عباسقلی خان معتمدالدوله جوانشیر ریاست دیوان را برعهده داشت و برای سایر ولایات، دیوان‌بیگی مقرر شده بود.
ناصرالدین شاه چنان قدرتی به عباسقلی‌خان داده بود که اداره خود را محکم نماید و به دیوان‌بیگی‌ها ابلاغ شده بود از احکام والی ولایات اطاعتی نبرند؛ به همین جهت، احکامی که دیوان‌بیگی‌ها صادر می‌کردند تحت نظارت شخص ناصرالدین شاه بود و خودش روی آن‌ها دستخط می‌کرد «ملاحظه شد».
با این وجود اختلاف بین دیوان‌بیگی و والی ولایات ادامه داشت، در خاطرات میرزا حسین دیوان‌بیگی آمده والی کردستان، حکم دیوان‌بیگی را سبب اختلال حکومت خود می‌دانست اما به واسطه نفوذ و قدرت معتمدالدوله، جرأت بروز و ظهور آن را نداشت.
اگرچه برای تضمین جایگاه دیوانخانه ولایات، مقرر شد مأمورانی که از موقعیت خود سوءاستفاده یا خلاف حکم دیوانخانه مرکزی عمل می‌کردند، تنبیه و عزل شده و هیچ‌گاه مجدداً منصب حکومتی به آن‌ها داده نشود:
 … اگر حکام هم اجرای احکام دیوان عدلیه را از روی بیغرضی و درستی نمودند که در خاکپای مبارک ممدوح و مستحسن خواهد بود و الا بی‌اعتنایی کردند یا بغرض و طمع حق ذی‌حق را پایمال نمودند بدیهی است چنین حاکمی ظالم خواهد بود و رفع ظلم بر ذمه همت ملوکانه و متحتم است در آنصورت واجب می‌شود که از دیوان عدالت مأمورین بزرگ مأمور شوند و رسیدگی بعرض و داد مردم مخصوص بآنها بشود و برای حاکم هم آن اعتبار و اعتماد حضور مهرظهور همایون نخواهد بود…

### تحولات ناشی از ایجاد محاکم ایالتی
اگرچه ضرورت تشکیل دیوان‌خانه عدالت در تمامی ولایات و ممالک محروسه ایران و لزوم احقاق حق ذی‌حق در طی این فرامین برای شخص ناصرالدین شاه مسلم است اما با تأمل بیشتر درمی‌یابیم که گرایش به برقراری یک نوع نظم بوروکراتیک نیز در آن نهفته می‌باشد؛
چنان‌که مقرر شد امنای دیوان عدالت، دعاوی را ثبت و ضبط کنند تا از آن پس دعاوی گذشته را در هر جا که هست نتوانند دوباره از سر بگیرند و موجب مزاحمت مأموران یا طرف دعوا شوند.
اما صدور فرمان ناصرالدین شاه در عمل تغییری ایجاد نکرد و مأموران ثابت دیوان مرکزی هرگز نتوانستند نفوذ حاکمان محلی را به دست آورند و آن‌ها کمافی‌السابق با آزادی بی حد و حصر عمل می‌کردند.
با این وجود دور از انصاف است که قانون دیوان عدالت عظمی را که بعدها در جمادی‌الاول ۱۳۲۴ (تیرماه ۱۲۸۵ خورشیدی/ ۱۹۰۶ م) منتشر شد، در نتیجه همان تلاش‌ها و فرامین ندانیم؛
این مجموعه قوانین که در نهمین شماره روزنامه ایران به چاپ رسید، طی مواد ۷ و ۸ به تصریح طرز کار محاکم ایالتی، زیر نظر وزارت عدلیه پرداخته بود.
...۷- وزارت عدلیه برای هر یک از ولایات و ممالک محروسه، امنای عدلیه مأمور خواهد کرد، و حدود و تکالیف آنها مطابق مندرجات فصول بعد معلوم خواهد شد.
۸- رؤسای عدلیه ولایات و اجزاء وزارت عدلیه به تصویب شخص وزیر عدلیه معین و در پیشگاه دولت معرفی می‌شوند و وزیر عدلیه حق عزل و انفصال آنها را نخواهد داشت، مگر بعد از ثبوت تقصیر یا اجازه و امضای همایونی…
درنهایت، تأکیدات و نیز ابهامات در خصوص تشکیل و فعالیت دیوانخانه عدلیه در ولایات، گویای آن است که به دنبال تأسیس وزارت عدلیه و تدوین کیفیت عملکرد و وظایف آن، تلاش‌هایی نیز در جهت گسترش تصمیمات، وظایف، مقررات و تشکیل شعبه‌های آن در ولایات آغاز گردیده، اما این اقدام با کارشکنی، مخالفت، کم توجهی، عدم رسمیت و پذیرش از سوی حاکمان صاحب نفوذ مواجه بوده است.